# یزرو (سینیتسا)
یزرو (به صربی: Jezero) یک منطقهٔ مسکونی در صربستان است که در سینیتسا واقع شده‌است. یزرو ۲۴ نفر جمعیت دارد.